# Spangle (Washington)
Pour les articles homonymes, voir Spangle.
Spangle est une ville américaine située dans le comté de Spokane, dans l'État de Washington. Selon le recensement de 2010, sa population est de 278 habitants.